# Satoshi Kojima
Satoshi Kojima (小島 聡 Kojima Satoshi?) (14 de septiembre de 1970) es un luchador profesional japonés, famoso por su trabajo en New Japan Pro-Wrestling y All Japan Pro Wrestling. Contando con 16 campeonatos en su historial, Kojima figura como el primer luchador en ganar el IWGP Heavyweight Championship y el Triple Crown Championship simultáneamente y uno de los tres únicos luchadores en conseguir estos dos títulos y el NWA World Heavyweight Championship, al lado de Keiji Muto y Shinya Hashimoto.

## Carrera

### All Elite Wrestling (2021)
Kojima tuvo una participación especial en All Out 2021, PPV celebrado el 5 de septiembre del 2021. Ahí luchó contra Jon Moxley y cayó derrotado.

## En lucha
- Movimientos finales
  - Koji Cutter[1][2][3] (Jumping cutter, a veces desde una posición elevada)
  - Koji MAX[1][2][3] (Seated armbar)
  - Cozy Crush Dynamite[2][3] (Over the shoulder sitout belly to belly piledriver)

- Movimientos de firma
  - Bakayaro Elbow[3] (Diving elbow drop, precedido de gritar "Icchauzo Bakayaro!")[1]
  - Rydeen Bomb[2][3] (Lifting sitout spinebuster)[1]
  - Ankle lock
  - Arm trap neckbreaker
  - Brainbuster
  - Corner clothesline[1]
  - Discus elbow smash
  - Diving moonsault
  - Lifting DDT
  - Múltiples high-speed knife-edge chops a un oponente arrinconado
  - Plancha
  - Pumphandle sitout powerbomb
  - Running senton[3]
  - Sitout double underhook powerbomb
  - Sitout scoop slam piledriver[1]
  - Suicide dive[1]

## Campeonatos y logros
- All Japan Pro Wrestling

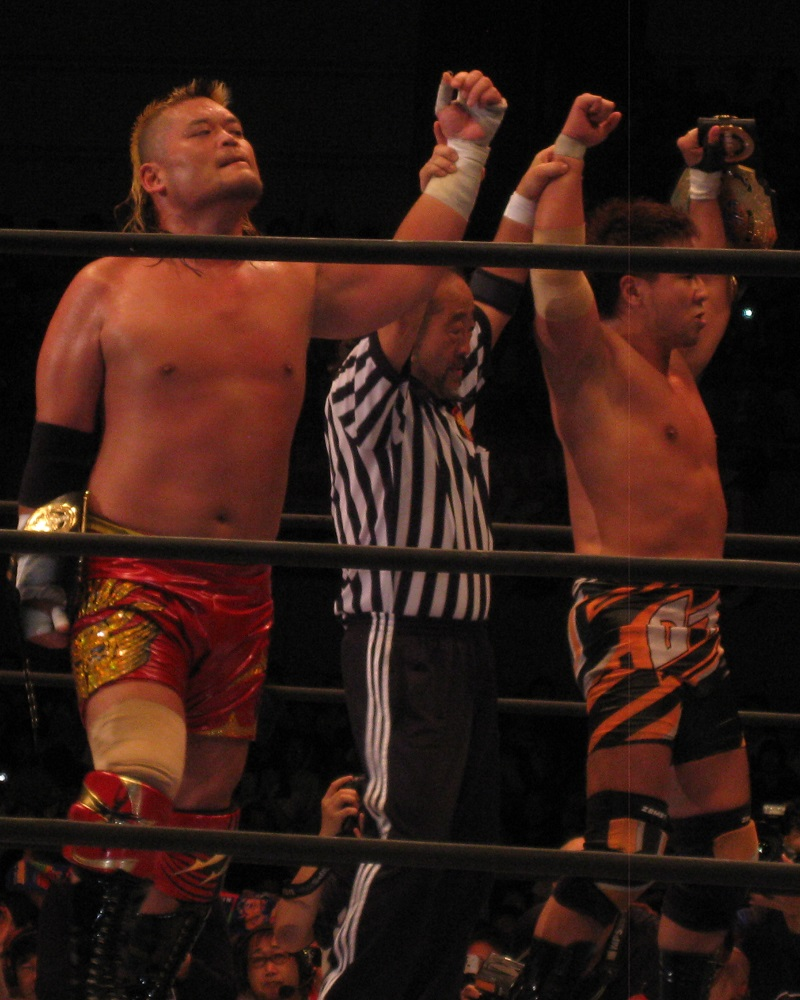
Kojima y Hiroyoshi Tenzan con los Campeonatos Mundiales en Parejas de NWA.

  - Triple Crown Heavyweight Championship (2 veces)
  - All Asia Tag Team Championship (1 vez) – con Shiryu
  - World Tag Team Championship (3 veces) – con Taiyo Kea (1), Kaz Hayashi (1) y TARU (1)
  - Champion Carnival (2003)
  - January 2nd Korakuen Hall Heavyweight Battle Royal (2003)
  - World's Strongest Tag Determination League (2002) – with Taiyo Kea
  - World's Strongest Tag Determination League (2003) – with Kaz Hayashi
  - World's Strongest Tag Determination League (2006) – with Hiroyoshi Tenzan
  - World's Strongest Tag Determination League (2008) – with Hiroyoshi Tenzan
  - BAPE STA!! Tag Tournament (2003) – con THE APEMAN

- Major League Wrestling
  - MLW World Heavyweight Championship (2 veces)[5]
  - MLW World Tag Team Championship (1 vez) — con Okumura

- National Wrestling Alliance
  - NWA World Heavyweight Championship (1 vez)
  - NWA World Tag Team Championship (1 vez) – con Hiroyoshi Tenzan

- New Japan Pro-Wrestling
  - IWGP Heavyweight Championship (2 veces)
  - IWGP Tag Team Championship (6 veces) – con Hiroyoshi Tenzan (5) y Manabu Nakanishi (1)
  - NEVER Openweight 6-Man Tag Team Championship (2 veces) –con Matt Sydal & Ricochet (1) y David Finlay & Ricochet (1)
  - G1 Climax (2010)
  - Young Lion Cup (1994)[6]
  - Super Grade Tag League VIII (1998) - con Keiji Muto
  - G1 Tag League (2001) - con Hiroyoshi Tenzan
  - G1 Tag League (2008) - con Hiroyoshi Tenzan
  - Premio al espíritu de lucha (2001)[7]
  - Mejor lucha en parejas (2000) con Hiroyoshi Tenzan contra Manabu Nakanishi & Yuji Nagata el 9 de octubre[8]

- Pro Wrestling ZERO1-MAX
  - Fire Festival (2003)

- Pro Wrestling Noah
  - GHC Heavyweight Championship (1 vez)[9]
  - GHC Tag Team Championship (1 vez) – con Takashi Sugiura

- Pro Wrestling Illustrated
  - Situado en el N°3 en los PWI 500 de 2005

- Wrestling Observer Newsletter
  - WON Equipo del año (2001) con Hiroyoshi Tenzan

- Tokyo Sports
  - Premio al espíritu de lucha (2010)[10]
  - MVP (2005)[11]